# Johann Friedrich Herzog
Johann Friedrich Herzog, född 1647, död 1699. Advokat i Dresden. Han finns representerad i 1937 års psalmbok med originaltext till en psalm (nr 434), men uppgiften förekommer inte för psalmen i Den svenska psalmboken 1986.

## Psalmer
- Så går en dag än från vår tid (1937 nr 434)